# رافائله دی پاکو
رافائله دی پاکو (ایتالیایی: Raffaele di Paco; ۶ ژوئیهٔ ۱۹۰۸ – ۲۱ مهٔ ۱۹۹۶) دوچرخه‌سوار اهل ایتالیا بود. وی در مسابقات تور دو فرانس و جیرو دیتالیا شرکت کرده است.